# Rhemrev-rapport
Het Rhemrev-rapport is een studie naar de behandeling van koelies aan de oostkust van Sumatra, uit 1903. Het rapport werd geschreven in opdracht van de regering door J.T.L. Rhemrev, officier van justitie te Batavia.
Rhemrev kreeg bij gouvernementsbesluit van 24 mei 1903, nr. 19, de opdracht een administratief onderzoek in te stellen naar "de in de brochure van de advocaat mr J. van den Brand getiteld 'De millioenen uit Deli' beweerde mishandelingen en onwettige gevangennemingen van op de industrieele ondernemingen aan Sumatra's Oostkust werkzame koelies en andere personen, zoomede naar de beweerde onregelmatigheden bij de rechtspraak der Magistraten". Rhemrev concludeerde in zijn rapport dat de brochure over het algemeen een juist beeld schetste.
Het rapport van Rhemrev werd door de minister van Koloniën Idenburg niet openbaar gemaakt. In de jaren 1980 werd het rapport door hoogleraar Jan Breman teruggevonden in het Rijksarchief en gepubliceerd.
Het Rhemrev-rapport bevindt zich in het Nationaal Archief in Den Haag.